# Beautiful Creatures (альбом)
Beautiful Creatures — дебютный студийный альбом американской хард-рок-группы Beautiful Creatures, вышедший в 2001 году на лейбле Warner Bros. Records. Диск имел успех у слушателей и достиг 29-й позиции в чарте Billboard 200.

## Стиль, отзывы критиков
Критик сайта Allmusic.com в своей рецензии отметил, что на этом диске «атрибуты коммерческого рока сочетаются со звуковой мощью современного хэви-метала», и указал на влияние групп Led Zeppelin и Aerosmith, проявившееся в отдельных композициях.

## Список композиций
1. «1 A.M.» – 3:25
2. «Wasted» – 3:28
3. «Step Back» – 3:20
4. «Ride» – 3:10
5. «Wish» – 4:23
6. «Kick Out» – 3:35
7. «Blacklist» – 3:40
8. «Kickin’ for Days» – 4:48
9. «Time and Time Again» – 4:12
10. «Goin’ Off» – 3:43
11. «New Orleans» – 4:01
12. «I Got It All» – 2:44